# István Halász
István Halász (Rakamaz, 12 de outubro de 1951 - 4 de junho de 2016) foi um ex-futebolista profissional húngaro que atuava como meia.

## Carreira
István Halász fez parte do elenco da Seleção Húngara de Futebol, da Copa de 1978.